# Лаоник Халкокондил
Лаоник Халкокондил (грч. Λαονίκος ὁ Χαλκοκονδύλης) потиче из једне племените атинске породице, која је због крвне освете франачког владара око средине 15. века била приморана да избегне у Италију. Лаоник који је, међутим, остао у Грчкој, био је у изузетној прилици да буде непосредни очевидац међусобних борби франачке и грчке господе, као и оних вођених с Турцима. Као изасланак био је на двору Мурата II где га је исти својевремено држао у заточеништву; исту судбину доживео је по други пут 1446. г. као изасланик лаконског деспота Константина Драгаша. О његовој даљој судбини не зна се ништа; међутим, зна се да је доживео пад Цариграда (1453) и Трапезунта (1461).
Као једини Атињанин за којег је византијска историја књижевности чула, Лаоник је написао Историју (Ίστοριῶν) у десет књига у којима обрађује период 1298—1463. г. Како истиче немачки византолог Карл Крумбахер (1856—1909), оно што чини ово дело различитим од оних радова које познаје ранија византијска историографија јесте што овде Византија није више у средишту пажње, него то место преузима Турско царство. Лаоник не описује агонију грчког царства, нити ситне сплетке и догматске спорове као нпр. Григора и Кантакузин, већ огроман замах младог Османског царства које је никло на рушевинама грчких, франачких и јужнословенских господстава. У уводу сасвим оквирно даје приказ светске историје од Асираца до 13. века. Како оцењује Крумбахер, умеће којим је разложио прелазак од хеленистичке епохе ка Византијској држави, оштро раздвајање појма Римљанин и Ромеј, као и промишљено излагање покушаја успостављања уније чине његово разумевање вредним сваке хвале. Након што је више у кратким цртама описао Византијско царство с краја 13. века, изложио је замисао како ће да опише јачање турске државе. Тема коју је изабрао да пише је можда једна од најврснијих, али у исто време и једна од најзахтевнијих за које византијска историографија зна. Његови претходници описују догађаје који су потекли из великог центра — Константинопоља, и у складу с тим увек му се враћају; централистички систем им је посао учинио лакшим. Што се Лаоника тиче, он је међутим представник оне епохе у којој се предмет византијске пажње удубљује у историју Турака, Франака и Јужних Словена. Фокус се помера ка одговарајућим ослонцима моћи османских властодржаца; војни и политички покрети не потичу више из старе престонице на Босфору, него се непрестано смењују: час су уперени на Византију, час на преостале још непокорене делове источне Европе.

## Одабрана литература
- Острогорски, Георгије (1969). Историја Византије. Београд: Просвета.